# Aquitániai Ágnes aragóniai királyné (1103–1160)
Aquitániai Ágnes (1105 – 1159) aragón királyné.

## Testvérei
- Vilmos (1099-1137. április 9.), a későbbi X. Vilmos aquitániai herceg, aki 1121-ben nőül vette a körülbelül 18 éves Alénor of Châtellerault algrófnőt, kitől három gyermeke született frigyük mintegy 9 éve során, Eleonóra, Petronella és Vilmos Aigret.
- Rajmund (1115 körül-1149.június 29.), később Antiochia társuralkodó hercege, aki 1135 körül nőül vette a körülbelül 8 esztendős Hauteville Konsztancát, Antiochia hercegségének örökösnőjét. Mintegy 14 éven át tartó házasságukból öt gyermek jött világra, Bohemund, Mária, Filippa, Balduin és Rajmund.
- ismeretlen nevű leány (?-?)
- ismeretlen nevű leány (?-?)
- ismeretlen nevű leány (?-?)
- ismeretlen nevű leány (?-?)

## Élete
IX. Vilmos aquitániai herceg és Rouergue Filippa toulouse-i grófnő leányaként született, 1105 körül. Ágnes a keresztnevét nagynénjéről, I. (Jiménez) Péter aragón-navarrai király első hitveséről (VIII. Vilmos aquitániai herceg 1072 végén született leánya) kapta.
A szülők 1094-ben házasodtak össze.
Apai nagyszülők: VIII. Vilmos aquitániai herceg és harmadik felesége, Burgundiai Hildegard hercegnő
Anyai nagyszülők: IV. Vilmos toulouse-i gróf és Mortain-i Emma grófnő
1117. január 9-én Ágnes hozzáment V. Imre thouars-i algrófhoz, akinek házasságuk 10 éve alatt három fiút szült, Vilmost, Guy-t és Gotfrid-ot. Az asszony 1127-ben megözvegyült, s ismét férjhez ment. Második hitvese a jaca-i katedrálisban (Jaca a középkori aragón királyság fővárosa volt) 1135. november 13-án a 49 éves II. (Jiménez) Ramiro aragón király lett, akinek egy leányt szült frigyük 21 éve alatt, Petronellát. Ramiro eredetileg szerzetes akart lenni a roda-i püspökségben, ám le kellett mondania ezekről a terveiről, mert fivére, Alfonz örökös nélkül halt meg, s a tanácsadók szinte kötelezték Ramirót, hogy mielőbb nősüljön meg és szülessen utóda.
Egy korabeli névtelen szerző a ,, Chronica Adefonsi imperatoris " nevű írásában a következőket taglalja Ramiro házasságát illetően: ,,Alfonz öccsét választották királlyá. Ő egy szerzetes volt, a neve pedig Ramiro. A Poitiers gróf húgával házasították össze, habár ez tulajdonképpen bűnnek számított (Ramiro egyházi elhivatottsága miatt). Csakhogy az aragón nép, aki elvesztette királyát, azt remélte, Ramirónak nem születik gyermeke és dinasztiája végleg kihal. Ramiro azonban együtthált feleségével, s leányuk született. A gyermekre hagyta koronáját, ő pedig beismerte minden bűnét, s bűnbocsánatot kért. "
Aragónia nemesei azért is választották az özvegy Ágnest, mert még megfelelő korban volt gyermeket szülni, s előző házassága is már bizonyította, hogy termékeny nő, azon kívül igen gazdag és jó családból való. Ágnes bátyja, X. Vilmos herceg egyike volt II. Anaklét ellenpápa támogatóinak, s mivel Anaklét volt a gyengébb igénylő a két pápajelölt közül, így a herceg cserébe a szövetségéért, elvárhatta a bíborostól, hogy amennyiben ő nyer, a Poitiers-háznak kedvezzen, s adjon felmentést Ramirónak a szerzetesi fogadalma alól. Ágnes hozománya többek közt a loscertalesi templom volt. Ramiro az esküvője után, még ugyanabban a hónapban, írásban kijelentette, hogy ,, nem testi vágyból nősült meg, hanem, hogy megmentse dinasztiáját a vérvonal megszakadásától ". Később több történész is erősen vitatta, hogy egy felszentelt szerzetest joga volt-e a pápának felmentenie esküje alól, hogy házasságot köthessen.
Egy 14. századi dokumentum, a san juan de la peña-i krónika szerint Ramiro tanácsadói sürgetve követeket küldtek őszentségéhez, hogy mihamarabb elérjék nála a diszpenzáció megadását. Egyes korabeli források szerint Ramiro valójában nem is volt olyan szentéletű, s vallási hovatartozása sem nyert egyértelmű bizonyítást. Az 1139-es második lateráni zsinaton az egyházi méltóságok megállapították, hogy a királyi pár frigye érvénytelen és semmis, habár előtte legitimnek nyilvánították a házasságot. Az első diplomata, akivel házassága után találkozott Ágnes, 1136. január 29-én érkezett a királyi pár palotájába, a királyné pedig még az év augusztusában leányt szült, Petronilla hercegnőt. Ágnes neve az aragón dokumentumokban utoljára 1136 októberében olvasható, mivel ő és férje egy lovat és egy malmot adományozott a San Pedro de Antefruenzo kolostornak. Ez után nem sokkal a királyi pár már külön váltan élt, de hivatalosan még mindig házasok voltak.
1137. április 3-án Ágnes bátyja, X. Vilmos herceg egy zarándoklat közben elhunyt 37-38 esztendősen, Santiago de Compostela közelében, s állítólag azt tervezte, hogy majd saját unokahúgát, Petronillát veszi nőül. 1137. augusztus 11. és november 13. között Ramiró király aláírta a leánya eljegyzését megpecsételő okiratot, s a hercegnő jövendőbelije attól kezdve már a gazdag és befolyásos IV. Rajmund Berengár barcelonai gróf lett. (Rajmund körülbelül 23 évvel volt idősebb menyasszonyánál.) Ramiró király ezután önként lemondott trónjáról, s átadta a hatalmat örökösének, Petronillának, akiből így királynő lett. Az egykori uralkodó így már visszatérhetett régi vágyálma, az egyház kötelékébe, Ágnes pedig a fontevraud-i apátságba vonult vissza, ahol akkor az édesanyja is élt. 1159-ben vagy 1160-ban hunyt el, körülbelül 54-55 éves korában.